# Kinks-Size
Kinks-Size è un album in studio del gruppo britannico The Kinks pubblicato nel 1965.

## Storia
Fu pubblicato come secondo album negli Stati Uniti dalla Reprise Records nel marzo 1965 e raggiunse la posizione numero 13 nella classifica degli album di Billboard nella terza settimana di giugno 1965, la stessa settimana in cui i Kinks iniziarono il loro primo tour negli Stati Uniti. L'album si classificò al numero 78 nella classifica degli album di fine anno di Billboard per il 1965.
La Reprise pubblicò l'album per trarre vantaggio dalla pubblicità a livello nazionale generata dall'apparizione della band nel febbraio 1965 nel programma di varietà musicale Hullabaloo.  L'album non aveva un analogo diretto al di fuori del mercato statunitense e fu composto raccogliendo brani tratti dall'EP britannico Kinksize Session, due brani che erano stati lasciati fuori dalla versione americana del primo album del gruppo, You Really Got Me e altri tratti dai singoli " All Day and All of the Night" e " Tired of Waiting for You". Tutte le sue canzoni furono registrate ai Pye Studios di Londra tra agosto e dicembre  1964, sebbene Dave Davies abbia poi anche sovrainciso un contributo di chitarra elettrica a "Tired of Waiting for You" agli IBC Studios di Londra.

## Tracce
1. Tired Of Waiting For You - 2:30
2. Louie Louie - 2:57
3. I've Got That Feeling - 2:45
4. Revenge - 1:28
5. I Gotta Move - 2:24
6. Things Are Getting Better - 1:57
7. I Gotta Go Now - 2:54
8. I'm A Lover Not A Fighter - 2:20
9. Come On Now - 1:45
10. All Day And All Of The Night - 2:02

## Formazione
- Pete Quaife; basso, chitarra e bongo
- Mick Avory: batteria
- Ray Davies: chitarra, armonica e pianoforte
- Dave Davies: chitarra, pianoforte e banjo